# ويليام مورتون باين
ويليام مورتون باين (بالإنجليزية: William Morton Payne)‏ هو صحفي أمريكي، ولد في 14 فبراير 1858، وتوفي في 1919.